# Football Federation of Belize
Die Football Federation of Belize (FFB) ist der im Jahr 1980 gegründete nationale Fußballverband von Belize. Der Verband organisiert die Spiele der Fußballnationalmannschaft und ist seit 1986 Mitglied im Kontinentalverband CONCACAF sowie im Weltverband FIFA. Zudem richtet die FFB die höchste nationale Spielklasse, die Premier League of Belize aus.

## Erfolge
- Fußball-Weltmeisterschaft

Teilnahmen: Keine
- CONCACAF Gold Cup

Teilnahmen: 2013